# Glomeremus chimaera
Glomeremus chimaera är en insektsart som först beskrevs av Griffini 1911.  Glomeremus chimaera ingår i släktet Glomeremus och familjen Gryllacrididae. Inga underarter finns listade i Catalogue of Life.